# Quizduell (App)
Quizduell ist die deutschsprachige Version der schwedischsprachigen mobilen App „Quizkampen“ (schwedisch: Quizkampf) der schwedischen Entwicklergruppe MAG Interactive für iOS sowie für die Android-Plattform und Windows Phone. Die Mitspieler müssen in verschiedenen Fragenkategorien mehr Fragen richtig beantworten als ein ausgewählter oder zufälliger Kontrahent. Die Anwendung wurde bisher mehr als 23 Millionen Mal in elf verschiedenen Sprachen über den Google Play Store und den Apple App Store heruntergeladen (Stand März 2014); die deutschsprachige Version hat dabei mit über 44 Millionen die meisten Spieler (Stand: Juni 2025).

## Spielprinzip
Das Spiel umfasst derzeit etwa 40.000 Fragen aus 19 Fragenkategorien zu Allgemeinwissen und Alltagskultur. Zwei gegnerischen Spielern werden in sechs Runden jeweils drei zufällig ausgewählte Fragen vorgelegt, auf die immer eine Antwort von vier vorgeschlagenen Antwortmöglichkeiten richtig ist.
Ein Spiel startet mit dem Herausfordern eines Gegners, der aus teilnehmenden Freunden gewählt, nach Namen gesucht oder zufällig zugeteilt werden kann. Die Fragekategorien werden vor jeder Runde abwechselnd von einem der beiden Spieler festgelegt. Dazu erhält der bestimmende Spieler drei Kategorien zur Auswahl angeboten. Beiden Spielern werden dieselben Fragen gestellt. Sie müssen ihre Antwort innerhalb von 20 Sekunden auswählen.
Der Spieler mit den meisten richtig beantworteten Fragen gewinnt das Spiel und bekommt zwischen 1 und 24 Punkte gutgeschrieben; dem Verlierer werden entweder keine oder zwischen 1 und 9 Punkte abgezogen. Die Anzahl der gewonnenen oder verlorenen Punkte richtet sich nach der relativen Position des jeweiligen Spielpartners in der Rangliste. Bei einem Unentschieden erhalten entweder beide Spieler oder nur der schlechter platzierte Punkte. Bei Spielaufgabe werden dem Aufgebenden 24 Punkte abgezogen. Der Gewinner erhält die Punkte, die er auch für einen regulären Sieg bekommen hätte. Bei einer Unterbrechung des Spiels von mehr als 48 Stunden wird das Spiel für den Verursacher lediglich als verloren gewertet. Gewinner und Verlierer erhalten hier die gleichen Punktgewinne/Punktabzüge wie bei einem regulären Spiel.
Das Spiel bietet die Möglichkeit, Kurznachrichten mit den aktuellen Spielgegnern auszutauschen.
Eine Zeit lang konnten Spieler auch eigene Fragen mit entsprechenden Antwortmöglichkeiten einreichen („Fragenwerkstatt“), die laut Angabe des Unternehmens zur Verwendung im Quizduell überprüft wurden. Es gab eine Rangliste der Nutzer mit den meisten eingereichten Fragen. Wie viele dieser Fragen tatsächlich im Spiel verwendet wurden, wurde aber auch hier nicht angezeigt. Stand 2024 ist die Fragenwerkstatt deaktiviert und die Rangliste in der App nicht mehr einsehbar.

## Entwicklung

### Entstehung der Anwendung
Laut Mitbegründer der FEO Media Henrik Willstedt entwickelte er 2011 die Idee für das Spiel innerhalb einer Viertelstunde.
2011 begannen die Autoren die Arbeiten an der schwedischsprachigen App „Quizkampen“, die ein Jahr später, im Juli 2012, in Schweden erstveröffentlicht wurde.
Nach zwei Wochen war das Spiel auf dem ersten Platz der Download-Charts. Das Spiel bestand zu diesem Zeitpunkt aus 8.000 Fragen. Trotz der Entwicklung ohne Kapital und ohne anschließendes Marketing schaffte es die App innerhalb von drei Wochen, die Chartspitze des schwedischen App-Stores zu erreichen. Die Übersetzung von etwa 12.000 Fragen ins Deutsche erfolgte durch Alex Kessler. In der schwedischen Datenbank waren zu diesem Zeitpunkt etwa 25.000 Fragen vorhanden.
Eigenen Angaben zufolge hatten die Macher von Quizduell „kein Geld für Marketing“; das Spiel habe sich über Mundpropaganda verbreitet. Laut des Computermagazins Chip scheine ungeklärt, „wie die App zu ihrem derzeitigen Höhenflug kam“.
Die Nutzerzahlen stiegen, nachdem der Rapper Sido einen Beitrag zu Quizduell auf seiner Facebook-Seite publiziert hatte, und erneut nach Fernsehberichten von RTL und ARD zu Beginn des Jahres 2014.
Der Jugend-Fernsehsender Joiz lud ab Januar 2014 zum Spielen gegen die Redaktion ein und lobte einen wöchentlichen Preis für die Gewinner aus. Die RTL-aktuell-Onlineredaktion lud über Facebook zum Quizzen ein, auch ein Autor der Süddeutschen forderte öffentlich zum Spielen gegen ihn auf. 2014 umfasste die deutsche Datenbank mehr als 27.000 Fragen.
Das Spiel erreichte eine Million Nutzer im November 2013 und etwa vier Millionen Nutzer im Januar 2014. Laut Focus wurde die App bis Februar 2014 über 18 Millionen Mal heruntergeladen, davon über zehn Millionen Mal in Deutschland, Österreich und der Schweiz.
Im April 2014 ist die App auch für Windows Phone 8 und 8.1 erschienen.

### Basis- und Premiumversion
Die Basisversion des Spiels ist kostenlos. Mit dieser kann man detaillierte Statistiken wie die Anzahl der gespielten Spiele, Siege, Niederlagen und Unentschieden in Prozent, die Anzahl perfekter Spiele (alle Fragen richtig beantwortet), die Durchschnittspunktzahl pro Spiel sowie den prozentualen Anteil der richtigen Antworten pro Kategorie sehen. Des Weiteren kann man den eigenen Rang sehen, einen individuellen „Avatar“ = Comic-Bildkopf gestalten und das Farbschema der Anwendung ändern.
Gegen Bezahlung eines einmaligen Betrages war eine Premiumversion erhältlich, mit der die Werbung und die Wartezeiten zwischen den Spielen entfernt wurden und bis zu 120 „Duelle“ gleichzeitig gespielt werden konnten.
Bis Ende 2017 kostete die Premiumversion 2,58 €, seit Anfang 2018 kostete sie 8,99 €, dafür waren einige, früher nur in der Premiumversion verfügbare Funktionen auch in der Basisversion freigeschaltet. Seit 2018 gab es eine werbefreie Version im neuen Quizduell nur noch im Abo zu 5,49 € monatlich und seit 2021 kostet die VIP-Mitgliedschaft 3,99 € monatlich. Das alte Quizduell wurde abgeschaltet und die bereits bezahlten Premiumversionen verfielen ersatzlos. Auch Besitzer der ehemaligen Premiumversion müssen nun fast nach jedem Fragenblock einen Werbeclip ansehen. Stand 2024 beinhaltet die Premiumversion für einen monatlichen Preis von 3,99 € keine Werbung in klassischen Duellen, bis zu 100 gleichzeitig spielbare Duelle und weitere zusätzliche tägliche Belohnungen.

### Anderssprachige Versionen
Das Spiel wird in zahlreichen Sprachen in den Shops der verschiedenen Systemanbieter (Google Play, iTunes, Windows Phone Store) zum Download angeboten. Der Name der App wurde dabei jeweils an die Landessprache angepasst.
| Versionsname                    | Land                   | Sprache                 |
| ------------------------------- | ---------------------- | ----------------------- |
| Duel Quiz                       | Frankreich             | Französisch             |
| QuizClash                       | Vereinigtes Königreich | Britisches Englisch     |
| QuizClash                       | Vereinigte Staaten     | Amerikanisches Englisch |
| Quizduel                        | Niederlande            | Niederländisch          |
| Quizduell                       | Deutschland            | Deutsch                 |
| QuizDuello                      | Italien                | Italienisch             |
| Quizkampen                      | Dänemark               | Dänisch                 |
| Quizkampen                      | Norwegen               | Norwegisch              |
| Quizkampen                      | Schweden               | Schwedisch              |
| Quizkampen                      | Finnland               | Finnisch                |
| Quizwanie                       | Polen                  | Polnisch                |
| Bor'ba Umow (russ. Борьба умов) | Russland               | Russisch                |

### Barrierefreiheit
Die klassischen Duelle in Quizduell sind mit dem unter iOS integrierten Screenreader VoiceOver oder dem unter Android integrierten Screenreader TalkBack für blinde und sehbehinderte Menschen bedienbar. Zum Aktivieren (und Deaktivieren) des barrierefreien Modus muss man mit drei Fingern dreimal hintereinander schnell auf den Bildschirm tippen.

### Liste der  Hauptkategorien
Das Spiel umfasst zurzeit die 19 Kategorien:
- Bücher & Wörter
- Comics
- Computerspiele
- Die 2000er
- Draußen im Grünen
- Essen & Trinken
- Glaube & Religion
- Im Labor
- Kinofilme
- Kunst & Kultur
- Körper & Geist
- Macht & Geld
- Medien & Unterhaltung
- Musik & Hits
- Rund um die Welt
- Sport & Freizeit
- TV-Serien
- Wunder der Technik
- Zeugen der Zeit

Neben Naturwissenschaften („Im Labor“ und „Wunder der Technik“) oder kulturellen Themen (beispielsweise „Bücher und Wörter“ und „Kinofilme“) werden auch Fragen zu aktuellen Ereignissen gestellt. Andere Kategorien wie „Draußen im Grünen“ (Biologie), „Rund um die Welt“ (Geographie) oder „Zeugen der Zeit“ (Geschichte) decken weitere Wissensbereiche ab. Die deutsche Version zielt verstärkt auf Dauerkonsumenten der Fernsehunterhaltung ab, da sie in vier getrennten Kategorien („TV-Serien“, „Medien & Unterhaltung“, „Kinofilme“ und „Die 2000er“) Kenntnisse abfragt, welche nahezu ausschließlich durch Konsum dieser Unterhaltungsmedien erworben werden können.

## Weitere Spielmodi
Im Laufe der Jahre wurden neben den klassischen Duellen gegen echte Gegner weitere Spielmodi eingeführt, in denen man teilweise gegen Bots antritt. Die Modi sind meist zeitlich limitiert und wechseln sich regelmäßig ab.
- Abenteuer: Im Abenteuer-Modus (saisonale Benennungen z.b. Oster-Abenteuer oder Winter-Abenteuer) erklimmt der Spieler einen Pfad, indem er auf den jeweiligen Spielfeldern verschiedene Fragen aus teils gemischten Kategorien beantwortet. Am Ende eines Pfades muss er gegen einen Bot-Gegner ein Fragenduell gewinnen. Es winken Belohnungen wie Münzen oder exklusive Accessoires zur Dekoration des eigenen Avatars. Häufig sind im selben Abenteuer mehrere Pfade hintereinander spielbar (bis zu 12 Pfade bei einem einen Monat andauernden Abenteuer-Event). Beim Spielen eines Spielfeldes wird unabhängig vom Erfolg ein Blitz verbraucht. Ein Blitz regeneriert sich nach 20 Minuten wieder.

- Fragenfeuer: Es müssen in einer Kategorie (oftmals andere als die Standardkategorien) so viele Fragen wie möglich in einem Durchgang richtig beantwortet werden, um die nächste Kategorie freizuschalten und einen Platz in der Bestenliste zu sichern. Je nach Position in dieser Rangliste können unterschiedliche Preise gewonnen werden, außerdem ist der Auf- und Abstieg in höhere bzw. niedrigere Ligen möglich, es existieren sieben Ligen. Die Zahl der pro Kategorie zu beantwortenden Fragen nimmt mit dem Aufstieg in höhere Ligen zu.

- Kartenkönig
- Komboknaller: Candy-Crush-ähnliches Spiel, bei dem man durch meistern von Leveln Pfade erklimmen muss. Im Spiel müssen lediglich bunte Blöcke durch antippen zerstört werden. Es handelt sich um das erste in der App verfügbare Spielangebot, das keinerlei Bezug zu Quizfragen hat.

- Monatsquiz

- Quinder: Im Spielmodus Quinder müssen Behauptungen weggewischt werden,  je nachdem ob sie richtig (nach rechts) oder falsch (nach links) sind. Name und Spielprinzip sind dabei an die Datingplattform Tinder angelehnt.

- Sternenjagd

- Tagesschlau

## Trivia
Quizduell bot für einige Zeit zwei automatisierte Gegner namens „Der Osterhase“ (um Ostern) und „Das Christkind“ (um Weihnachten) an, die ihre Antworten zufällig wählten, aber in der Regel schlechter spielten als der Gegner. Gewonnene Punkte gingen aber nicht in die persönliche Statistik ein. Diese Gegner eigneten sich zum risikolosen Training schwacher Kategorien. Beide Gegner waren ganzjährig forderbar, forderten selbst jedoch nur in der jeweiligen Saison auf.
Ähnlich war der im  Dezember 2019 etablierte Trainings-Bot „Weihnachtsmann“. Auch gegen diesen automatisierten Gegner konnte man beliebig oft spielen, man musste aber warten, bis man von ihm aufgefordert wurde – danach konnte man ihn auch selbst herausfordern.
Ferner gibt es vom Ravensburger Spieleverlag auch eine Brettspiel-Version von Quizduell als Gesellschaftsspiel. Dabei spielen mehrere Spieler gegeneinander, während eine Sanduhr abläuft.
Im März 2021 startete Quizduell-Live, ein wochentägliches Live-Quiz, welches aus 12 Fragen bestand. Spielprinzip war es, dass alle Spieler mit einer richtigen Antwort auf die gestellte Frage weiterspielen dürfen, während eine falsche Antwort das Ausscheiden bedeutete. Mitunter gab es für diejenigen Spieler, die alle 12 Fragen richtig beantworten konnten, einen Geldbetrag zu gewinnen. Die Show, die aus einem kleinen Studio in Stockholm produziert wurde, wurde von verschiedenen Moderatoren und Moderatorinnen geleitet. Unter anderem gehörte der ehemalige Fußballspieler Jan Tauer zu den Moderatoren. Die letzte Live-Sendung wurde am 11. September 2022 ausgestrahlt.
Im Rahmen des Insekten-Spezialquiz 2024 wurde die NABU-Aktion Insektensommer beworben.

## Quizduell im Ersten
Vom 12. Mai 2014 bis 30. Mai 2014 präsentierte Jörg Pilawa erstmals montags bis freitags um 18 Uhr im Ersten das Quizduell als interaktive Show. Dabei traten vier Kandidaten im Studio gegen die Nutzer der Smartphone-App Quizduell (das sogenannte „Team Deutschland“), die zu Hause spielten, an, und sie hatten jeweils die Möglichkeit, Geld zu gewinnen.
Zu Beginn der Sendung ermitteln die Kandidaten im Studio in einer „Powerrunde“, um welchen Betrag sie spielen. Je mehr richtige Antworten das Viererteam in der vorgegebenen Zeit gibt, desto höher ist der mögliche Gewinn. Anschließend messen sich die Kandidaten mit dem „Team Deutschland“, bestehend aus App-Nutzern zu Hause vor dem Fernseher, die sich für die Sendung haben freischalten lassen. Diese Nutzer zu Hause müssen in bis zu sechs Themengebieten jeweils drei Fragen beantworten. Die Antwortmöglichkeit, die die meisten Nutzer gewählt haben, gilt als Tipp des gesamten Teams. Als einzige Änderung zum normalen Spiel beantworten die App-Nutzer immer die Fragen zuerst, da die Nutzer sonst die Fragen durch die Beantwortung der Studiokandidaten schon kennen würden. Anschließend geben die Studiokandidaten ihren Tipp ab.
Gewinnt nach sechs Runden das Studioteam, wird der Gewinn unter den vier Kandidaten geteilt. Liegt „Team Deutschland“ vorne, werden aus allen App-Teilnehmern mit den meisten richtigen Antworten zehn Sieger ausgelost.
Beim Show-Debüt am 12. Mai 2014 im Ersten waren nach Angaben von Pilawa über 1,4 Millionen Quizduell-Nutzer online, 187.000 Menschen hätten sich für die TV-Version registriert. Allerdings kam es durch überlastete Server nicht zu einer Teilnahme des „Team Deutschland“. Stattdessen improvisierte Pilawa und ließ das Studiopublikum anstelle des „Team Deutschland“ gegen die Studiokandidaten antreten. Das Publikum antwortete mit Hilfe von Abstimmgeräten, die nur für den Notfall vorgesehen waren. Das Duell wurde so zu Ende gespielt, da der Fehler während der Sendung nicht behoben werden konnte. Das Publikum gewann mit einem Punkt Vorsprung 22.000 Euro, die unter ihm verteilt wurden. Pilawa teilte im Verlauf der Sendung mit, dass eine Einzelperson 15.000 Server weltweit gehackt habe. Daher bekamen die Online-Nutzer größtenteils Verbindungsfehler angezeigt und konnten nicht teilnehmen. Jörg Pilawa lud die für die Attacke zuständige Person noch in der Sendung öffentlich ein, sich zu melden und in einer der nächsten Shows selbst als Kandidat mitzuwirken. Juristische Konsequenzen würden nicht drohen, ließ er den Hacker live via TV wissen.
Auch in den folgenden Ausgaben waren die technischen Probleme noch nicht behoben, so dass das Kandidatenteam erneut gegen das Studio-Publikum spielen musste.
In Folge drei der Quizduell-Sendung erklärte Jörg Pilawa, dass neben einer Denial-of-Service-Attacke zu hoch gesteckte Ziele der Quizduell-Redaktion für überlastete Server mitverantwortlich gewesen seien. So sollten die Antworten der Online-Nutzer ursprünglich mit Daten wie Alter, Geschlecht und Bundesland verknüpft werden, um so eine öffentliche Vergleichsstatistik zu bieten. Dafür sei die Server-Infrastruktur nicht stark genug gewesen. Im Hintergrund arbeite man aber weiterhin an einer Lösung. Pilawa wettete während der Sendung: Sollte die Quizduell-App in der kommenden Woche nicht funktionsfähig sein, werde er eine Gastrolle in Verbotene Liebe spielen.
Am 18. Juli 2014 gab die ARD bekannt, dass die Sendung den Vorabendprogrammslot der ab Anfang 2015 eingestellten Serie Verbotene Liebe übernimmt. Die Quoten der Quizduell-Show lagen stets über denen der Verbotenen Liebe.
Seit dem 2. Februar 2015 läuft die Sendung wieder regelmäßig montags bis freitags im Ersten. Die Anzahl der Kandidaten wurde jedoch auf zwei verringert.

## Rezeption
Verschiedene Medien berichteten in Deutschland bundesweit über das Spiel und bezeichneten es als „das Wer wird Millionär? der Netzwelt“ (Die Zeit), „Erfolgs-App“ (Deutsche Welle) und „Chart-Stürmer unter den Apps“ (RP online).
Das Handelsblatt schrieb, Deutschland sei „im Rätselfieber“, das Spiel sei „einfach wie süchtig machend“.
Das Magazin Focus veröffentlichte Tipps, wie Kontrahenten geschlagen werden können.
Auch SWR3, DRadio Wissen, das deutsche Boulevard-Fernsehformat Taff und die Süddeutsche Zeitung berichteten über Quizduell.

„Quizduell ist eine Demütigungs- und Angeber-App. Und macht deswegen einen Heidenspaß.“

## Kritik
Kritisiert wurden an Quizduell die Werbeeinblendungen nach jedem Themenbereich, die sich nur gegen Bezahlung abschalten lassen.
Ende November 2020 wurde die Werbung intensiviert und auch zwischen den Spielzügen gezeigt, auch wenn für Werbefreiheit bereits einmalig gezahlt wurde. Werbefreiheit kostete nun 5,49 Euro pro Monat, was die Bewertung im Google Playstore zeitweise auf 1,8 Sterne abstürzen ließ. Inzwischen wird eine VIP Mitgliedschaft für einen Preis von monatlich 3,99 Euro angeboten, welche neben Werbefreiheit auch weitere Vorteile wie zusätzliche Gestaltungsoptionen für den Avatar oder wechselnde tägliche Belohnungen beinhaltet.
Kritisiert wurde auch die Chat-Funktion, über die es zu Fällen von sexueller Belästigung und Grooming kam.